# 이경용
이경용(李景鎔, 1875년 ~ 1904년 4월 15일)은 조선 후기의 무신이다. 본관은 전주, 휘는 경용(景鎔), 자는 행언(行言)이다.

## 생애
증 가선대부(嘉善大夫) 이조참판(吏曺參判) 이정식(李鼎植)의 증손이고, 이훤(李烜)의 손자이다. 아버지(양부)는 무과(武科) 이재학(李載鶴)이며, 생부는 소현세자파 후손 이재욱(李載旭)이다.
부인은 숙부인 한산이씨(淑夫人 韓山李氏)이다.
재욱의 아들로 1875년(고종 12) 12월 7일 탄생하였다. 무과(武科)에 급제하여 1897년(고종 34, 개국 506) 시종원 분시어(侍從院分侍御)에 제수되고, 이해 5월 7일 시종원 분시어(侍從院分侍御)에서 해임하였다.
1897년(광무 1) 인산 때 복완함 차비관(服玩函差備官)으로 봉무한 공으로 6품에 승서되었다.
1903년(광무 7) 정3품 통정대부(通政大夫)에 승서되고, 이해 11월 17일 총호사 윤용선(尹容善)이 아뢰어 산릉도감 감동(山陵都監監董)에 제수되었다.
1904년(광무 8) 수령(守令)에 조용(調用)하라 하였다. 4월 15일 별세하여 원곡면 청용리에 장사지냈다.

## 가족관계
- 증조부 : 이정식(李鼎植)
- 조부 : 이훤(李烜)
- 아버지(양부) : 이재학(李載鶴)
- 아버지(생부) : 이재욱(李載旭), 소현세자파 후손.
- 부인 : 숙부인 한산이씨(淑夫人 韓山李氏)